# Jiangsu F.C.
|  | Manglende infoboks Nogle af informationerne i denne artikel kunne med fordel samles eller opsummeres i en infoboks, som det anbefales i stilmanualen. |

Jiangsu Football Club (forenklet kinesisk: 江苏苏宁; traditionelt kinesisk: 江蘇蘇寧; pinyin: Jiāngsū Sūníng) var en kinesisk fodboldklub, der spillede i den kinesiske superliga. Klubben var hjemmehørende i Nanjing i provinsen Jiangsu og spillede sine hjemmekampe på Nanjing Olympiske Stadion (bygget i 2002), der har plads til 61 443 tilskuere.